# Mössorna
Mössorna („die Mützen“), oder Mösspartiet, war die Bezeichnung für eine politische Partei im Schweden des 18. Jahrhunderts. Sie war die Gegenkraft zur so genannten „Hutpartei“ (hattarne).

## Geschichte
Der Name Mössorna wurde schon ab 1737 für die Anhänger des Kanzleipräsidenten Arvid Horn verwendet, doch die Gründung als echte politische Fraktion erfolgte erst zwei Jahre später, nach der Absetzung des Kanzleipräsidenten. Hauptziel der Mössor war die Verhinderung einer Kriegserklärung gegen Russland, woraufhin sie von der Gegenseite als „weiche Nachtmützen“ (nattmössor) bezeichnet wurden. Die Mössorna bezichtigten die Hutpartei der Verschwendung von Staatsmitteln, doch im Prinzip waren beide Parteien Anhänger der merkantilistischen Lehren und es gab auch keinen Streit über Gesetze, welche die Wirtschaft betrafen. Ihre Anhänger hatten die Mützen bei höheren Beamten, dem vornehmen Landadel, bei Priestern und Bauern, bei Bürgern kleinerer Städte sowie bei Kleinhändlern und Handwerkern der größeren Städte. Sie waren gespalten in einen moderaten Teil, der zur Erhaltung des inneren Friedens eine Annäherung an die Hüte suchte, und einen konservativen Teil, der eng mit Russland verbunden war.
Beim Reichstag von 1740 erlitt die Partei eine Wahlniederlage, und so kam es zum Krieg gegen Russland, den Schweden verlor. Dies bedeutete einen Aufwind für die Mützen, doch beim nächsten Reichstag 1742 zeigte sich, dass die Parteiführung stark mit dem russischen Gesandten Johann Albrecht von Korff in Verbindung stand, was ihr Ansehen im Volk minderte. Der höchste Repräsentant der Partei, Samuel Åkerhielm, wurde abgesetzt, und nach 1747 galt sie zeitweilig als aufgelöst.

## Neugründung
In den 1750er Jahren kam es zu einer Neugründung der Mützen. Diesmal dominierten jedoch die ökonomischen Gesichtspunkte der Politik. Die Finanzhaushaltung und Münzpolitik der Hüte wurde angeprangert, und deren Verschwendung und Parteilichkeit bei der Verteilung der Staatsmittel wurde kritisiert. Die Mützen waren immer noch eine Friedenspartei, doch das konnte man in den 1760er Jahren auch für die Hüte sagen. Durch Traditionsneigungen und die Abneigung gegen die Hüte und Frankreich nahmen die Verbindungen zwischen russischen Beamten und den Mützen wieder zu. Beim Reichstag von 1765 ging die Partei als Sieger hervor und auch 1772 waren sie an der Macht, als Gustav III. seinen Staatsstreich ausführte, der den König wieder zum Alleinherrscher in Schweden machte.